# Rhodostrophia cuprinaria
Rhodostrophia cuprinaria är en fjärilsart som beskrevs av Hugo Theodor Christoph 1876. Rhodostrophia cuprinaria ingår i släktet Rhodostrophia och familjen mätare. Inga underarter finns listade.